# The Years
Os Anos é o penúltimo romance de Virginia Woolf, o último publicado em vida, em 1937. Narra a história da família nobre Pargiter dos anos de 1880 aos então dias presentes, o meio dos anos de 1930.
Apesar de abranger cinquenta anos, o romance não é efetivamente épico, mas se concentra, em vez disso, na intimidade dos personagens. Com exceção da primeira, cada seção tem lugar em um único dia do seu ano titular, e cada ano é definido por um momento em particular do ciclo das estações do ano. 
No começo de cada seção, e às vezes entre as seções, Woolf descreve a mudança climática do Reino Unido, vendo tanto Londres quanto as redondezas a partir de um ponto distante, antes de focar nos personagens. 
Embora essas descrições passem por toda a Inglaterra em parágrafos únicos, somente em raras ocasiões Woolf amplia a sua vista sobre o mundo fora do Reino Unido.